# پل آبی (واشینگتن)
پل آبی (واشینگتن) (انگلیسی: Blue Bridge) یک پل چهار قوس خرپایی طاق دار است که پاسکو، واشینگتن را به کن ویک، واشینگتن وصل می‌کند. برای رنگ آمیزی این پل از رنگ آبی استفاده شده در روبنا خرپایی استفاده شده‌است، همچنین رنگ سفید روی تیرهای تعلیق آمده‌است. این پل در زمان ساخت به رنگ سبز رنگ آمیزی شد (رنگ سبز رنگ ایالت واشینگتن). این پل یکی از سه پل است که پاسکو را به سایر اعضای شهرهای سه‌گانه واشینگتن (کنوویک و ریچلند) وصل می‌کند.